# Odlazi cirkus
Odlazi cirkus je drugi i zadnji studijski album novosadskog sastava Rani mraz. Objavljen je 1980. godine.

## Popis pjesama
1. Priča o Vasi Ladačkom (5:51)
2. Još jedna gorka pesma (3:37)
3. Nisam bio ja za nju (3:26)
4. Menuet (3:51)
5. Život je more (3:34)
6. Pa dobro gde si ti (3:48)
7. Mirka (4:18)
8. O kako tužnih ljubavi ima (4:13)
9. Ostaje mi to što se volimo (4:37)
10. Odlazi cirkus (5:10)